# Erazem Rotterdamski
Erazem Rotterdamski (latinsko: Desiderius Erasmus Roterodamus; pravo ime: Geert Geerts), nizozemski renesančni humanist, književnik, filolog, filozof in teolog, * 28. oktober 1466, Rotterdam, Nizozemska, † 12. julij 1536, Basel, Švica.
Kljub temu, da je bil izvenzakonski otrok, mu je s svojo sposobnostjo že zelo zgodaj uspelo pridobiti slavo izobraženega teologa in humanista. Znotraj cerkve je užival intelektualno avtonomijo ustvarjanja pod statusom laičnega teologa, kar mu je omogočala finančna podpora mecenov znotraj Cerkve. Finančna odvisnost ga ni ovirala od kritike duhovnega stanja v Cerkvi, ki jo je razkrajal Lutrov reformizem, le-ta pa se mu je zdel preradikalen. Disput med Erazmom in Luthrom o svobodni volji je postal središčni filozofsko-teološki spor. Gre za razhajanje dveh intelektualno vodečih paradigem takratnega časa - svetovljanskega humanizma, ki ga je zastopal Erazem, in lokalnostjo reform različnih cerkvenih reformatorjev. Kot precej svobodomiselni kritik tedanjih razmer, si je pridobil nasprotnike tudi v Cerkvenih krogih.
Leta 1516 je na podlagi grških besedil objavil prevod Nove zaveze.
Najbolj poznano njegovo delo je šaljivoironična satira »Hvalnica norosti« (latinsko: Stultitiae Laus), ki jo je posvetil svojemu prijatelju, prav tako izobraženemu humanistu, Thomasu Moru.

## Življenje
Rodil se je 28. oktobra 1466. Bil je sin duhovnika in je v svojem življenju sledil očetovim stopinjam. Šolal se je v Deventeru in s'Hertogenboschu, kjer se je prvič srečal z humanističnimi idejami. Okoli leta 1485 je vstopil med avguštince in se začel izobraževati za duhovnika. Po zaključenem šolanju je nekaj časa delal kot škofov tajnik v Cambraju, a ga je škof kmalu poslal na študij teologije v Pariz, kjer je Erazem ostal do leta 1499. V kasnejših letih je veliko potoval. Najprej se je odzval povabilu v Anglijo, od koder se je po več letih preselil v Italijo, da bi dokončal študij. V Bologni in Benetkah se je posvetil teologiji in doktoriral. Leta 1509 se je vrnil v Anglijo, kjer je dlje časa bival v hiši Thomasa Mora in služboval kot učitelj. Na celino se je vrnil šele leta 1515, kjer se je zadnja leta svojega življenja ubadal z reformacijo in se spustil v buren teološki spor z Martinom Luthrom. Ko se je njegovo zdravje poslabšalo se je odločil sprejeti vabilo in se vrniti na rodno Nizozemsko. Selitev pa je preprečila njegova nenadna smrt zaradi griže 12. julija leta 1536.

## Reformacija
Erazem je obvladal več jezikov in je tako lahko primerjal različne prevode Svetega pisma. Tako je hitro uvidel napake katoliške cerkve. Trdil je, da je krščanstvo življenjska pot in ne le sodelovanje pri nesmiselnih obredih. Zato se je zavzemal za prevod Svetega pisma in drugih verskih spisov tudi v druge jezike, si čimer bi ti postali vsem dostopni. Želel je reformirati cerkev - v svojih delih je satirično razkril duhovnike, njihovo izkoriščanje vernikov in njihov razkošen življenjski slog.
Prevod Nove zaveze
Rotterdamski je znan tudi po svojem prevodu Nove zaveze v grščino - prvo natisnjeno verzijo krščanskih grških spisov nasploh. Izdana je bila leta 1516, na tem prevodu pa so temeljili tudi kasnejši prevodi v nemščino, angleščino, italijanščino in španščino.
Kljub prevodu Nove zaveze, ki je zelo pripomogla h kasnejši reformaciji pa je Erazem zavračal sodelovanje v pomembnih teoloških razpravah. Ameriški kalvinistični teolog David Schaff je o njem celo zapisal, da je »umrl v osami in ni pripadal nobeni religiji. Katoličani si ga niso hoteli lastiti, protestanti pa si ga niso mogli.« 
Spor z Martinom Luthrom
Čeprav je Martin Luther zagovarjal podobna stališča kot Erazem Rotterdamski, sta imela zelo različen pogled na človekovo svobodno voljo. Rotterdamski je zagovarjal stališče, da je človekova volja povsem svobodna, medtem ko se Luther s tem ni strinjal in je zagovarjal stališče, da iz nas govori Bog, ki za nas sprejema odločitve in sodi kaj je moralno in kaj ne. To nestrinjanje je vodilo do burnih besednih dvobojev, ki so pokazali, da ne gre le za vprašanje človekove svobodne volje, ampak za spopad med renesančnim humanizmom (Rotterdamski) in protestantskim fundamentalizmom (Luther). Šlo je za soočenje dveh vélikih duhov tistega časa. 

## Humanizem
Erazem Rotterdamski je največji predstavnik srednjeevropskega humanizma. Prizadeval si je za združitev krščanske filozofije z antično humanostjo. Zagovarjal je neodvisnost uma od vsakršne avtoritete in s tem tudi, da je v vprašanjih vere vsakdo odgovoren le samemu sebi oziroma svoji vesti. 
Na Erazmov duhovni razvoj je vplivalo že krščansko okolje v katerem je odraščal. V Deventerju je bil del bratovščine, ki je priznavala moderno pobožnost. Ta zavrača racionalistično srednjeveško sholastiko in razkošno krščansko obredje. Etiko so postavljali pred dogmatiko, torej so poudarjali da je človek kristjan šele ko veri sledi v duhu in ne sledi le tradicijam in obredom.
Hvalnica norosti
Je Erazmovo najpomembnejše delo. Je satira, ki jo je posvetil svojemu prijatelju, prav tako humanistu, Thomasu Moru. Zasnoval jo je leta 1509, prvič pa je bila natisnjena leta 1511 v Parizu. V času avtorjevega življenja je bila še večkrat prevedena in natisnjena. Čeprav Hvalnica norosti ni Erazmovo najbolj učeno ali najbolj pobožno delo, ga poznavalci označujejo kot edinstvenega in izjemnega. 
V delu je Rotterdamski satirično opisal svoje ideje. Predstavil je potrebo po reformaciji cerkve in zaničeval duhovništvo, ki se okorišča z denarjem pridobljenim zaradi ljudske neučenosti.

## Pomembna dela
Dela je pisal v takrat najbolj primerni latinščini, ter grščini. Bil je izvrsten stilist, tematiko je zapisoval v klasičnem slogu. S tem je nakazal svojo željo, da bi se krščanstvo vrnilo k jasnosti.
- Priročnik krščanskega vojščaka (latinsko Enchiridion Militis Christiani) - 1504
- Hvalnica norosti (latinsko Stultitiae Laus) - 1511
- Vzgoja krščanskega vladarja (latinsko Institutio Principis Christiani) - 1515
- Novo orodje (latinsko Novum instrumentum) - 1516
- Nova zaveza - 1516
- Parafraze (latinsko Paraphrases) - 1517
- Pogovori (latinsko Colloquia) - 1522
- Pregovori (latinsko Adagia) - 1536